# 科馬里夫卡 (捷普利克區)
48°43′36″N 29°50′18″E / 48.72667°N 29.83833°E
科馬里夫卡（烏克蘭語：Комарівка），是烏克蘭的村落，位於該國西南部文尼察州，由海辛區負責管轄，始建於1775年，面積0.29平方公里，海拔高度216米，人口535，人口密度每平方公里1,832.19人。